# Nikos Persidīs
Nikolaos Persidīs, detto Nikos (in greco Νικόλαος "Νίκος" Περσίδης?; Calcide, 8 settembre 1995), è un cestista greco.

## Palmarès
- Campionato greco: 1

Panathīnaïkos: 2019-20